# Становиці (Олавський повіт)
Становиці (пол. Stanowice) — село в Польщі, у гміні Олава Олавського повіту Нижньосілезького воєводства.
Населення — 861 особа (2011).
У 1975-1998 роках село належало до Вроцлавського воєводства.

## Демографія
Демографічна структура станом на 31 березня 2011 року:
|          | Загалом | Допрацездатний вік | Працездатний вік | Постпрацездатний вік |
| -------- | ------- | ------------------ | ---------------- | -------------------- |
| Чоловіки | 433     | 96                 | 308              | 29                   |
| Жінки    | 428     | 105                | 270              | 53                   |
| Разом    | 861     | 201                | 578              | 82                   |